# 잊지마 잊지마
〈잊지마 잊지마〉(忘れないで 忘れないで 와스레나이데 와스레나이데[*])는 삼보마스터의 스물세 번째 싱글이다. 2020년 5월 6일에 Getting Better에서 디지털 싱글로 발매되었다.

## 개요
이전 싱글인 〈花束 / 약속〉으로부터 2개월 만에 발매되는 싱글이며 같은 디지털 싱글 형태로 발매가 되었다.
디스크 자켓에는 잡은 두 손이 그려져 있으며 ‘사람과 사람 사이의 관계가 결코 잊혀지지 않았으면 한다’는 마음이 담겨져 있다.
5월 22일부터 이번 작품을 사용한 안무 영상을 촬영했으며 ‘#浦安わすダン #우라야스 와스단[*]’이라는 해시태그를 붙여서 유튜브나 인스타그램에 업로드하는 기획이 개시되었다.

## 뮤직 비디오
뮤직 비디오는 드라마 《괴짜가족》와 컬래버레이션한 내용이며, 오오사와기 가족도 출연하고 있다. 또, 드라마 본편의 오프닝 영상과 이어지며 뮤직 비디오의 감독도 드라마의 감독 책임자인 루토 토이치로가 맡았다.
5월 5일에 뮤직 비디오의 짧은 버전이 공개되었으며, 6월 10일에 풀 버전의 영상이 공개되었다.

## 타이업
- TV 도쿄 계열 드라마 24 《괴짜가족》 주제가

### 내용주
1. ↑  사토 지로(오오사와기 다이테츠 역), 미즈노 미키(오오사와기 준코 역), 키시이 유키노(오오사와기 사쿠라 역), 혼다 치카라(오오사와기 하루오 역), 사이토 타이요(오오사와기 코테츠 역), 키노스케(오오사와기 유타 약)의 6명.

### 참조주
1. ↑  “【音楽】サンボマスター、ドラマ２４「浦安鉄筋家族」OPテーマ配信リリース決定” [【음악】삼보마스터, 드라마 24 “우라야스 철근 가족” 오프닝 테마 디지털 발매 결정]. 《MusicVoice》 (일본어) (株式会社アイ・シー・アイ). 2020년 5월 4일. 2020년 6월 14일에 원본 문서에서 보존된 문서. 2020년 6월 14일에 확인함.
2. ↑  “サンボマスター「浦安鉄筋家族」OP曲配信決定” [삼보마스터 “괴짜가족” 여는 곡 발매 결정]. 《音楽ナタリー》 (일본어) (株式会社ナターシャ). 2020년 5월 4일. 2020년 6월 14일에 확인함.
3. ↑  “＜浦安鉄筋家族＞放送延期でも忘れないでダンス企画が始動！” [＜괴짜가족＞ 방송 연기에도 잊지마 댄스 기획이 시작!]. 《ザテレビジョン》 (일본어) (KADOKAWA). 2020년 5월 22일. 2020년 6월 14일에 확인함.
4. 1 2 3  “サンボマスター、ドラマ「浦安鉄筋家族」とコラボした「忘れないで 忘れないで」完全版MV公開” [삼보마스터, 드라마 “괴짜가족”과 콜라보한 ‘잊지마 잊지마’ 완전판 MV 공개]. 《BARKS》 (일본어) (ジャパンミュージックネットワーク株式会社). 2020년 6월 10일. 2020년 6월 14일에 확인함.
5. 1 2 3  “サンボマスター×『浦安鉄筋家族』コラボMV「忘れないで　忘れないで」公開” [삼보마스터×“괴짜가족” 콜라보 MV ‘잊지마 잊지마’ 공개]. 《Billboard JAPAN》 (일본어) (阪神コンテンツリンク). 2020년 6월 10일. 2020년 6월 14일에 확인함.
6. ↑  サンボマスター (2020년 5월 5일). 《サンボマスター「忘れないで　忘れないで」MUSIC VIDEO short version》. 2020년 6월 14일에 확인함.